# Ilha de Tuzla
A ilha de Tuzla (em russo, tártaro da Crimeia e ucraniano: Тузла) é uma ilha de 3,5 km² localizada no centro do estreito de Querche, entre a península de Querche, a oeste, e a península de Taman, a leste. Está conectado a ambas as penínsulas pela ponte da Crimeia, construída em 2018.

## Etimologia
A ilha foi nomeada depois do cabo de Tuzla, que, por sua vez, recebeu esse nome em homenagem ao grão-cã cazar Georgius Tzul (Георгий Цула) ou do termo turco "tuz" (туз) - sal ou "düz" (тюз) - reto, uniforme, plano.

## História
Ao sul da moderna Tuzla, na Antiguidade e na Idade Média, havia um grande porto de navios, evidências a favor dessa afirmação, são os achados nos últimos anos a uma profundidade de 5-7 metros da maior coleção de âncoras na Rússia do século VI a.C. - século XI d.C.. A sul de Tuzla, debaixo de água foram encontrados os destroços de dois antigos assentamentos. Há evidências de uma antiga travessia entre as Tuzla e Ak-Burun.
Em 1925, a escavação de um canal por pescadores para facilitar a passagem dos seus barcos da baía de Taman para o mar Negro e uma forte tempestade, transformaram a península em uma ilha. A largura inicial do buraco entre a ilha e a península era de 300 metros, mas em setembro de 1926, sob a influência das correntes, a largura do estreito aumentou para 940 metros.
Em 7 de janeiro de 1941, a ilha foi incluída na RSSA da Crimeia, pertencente à RSFS da Rússia por decreto do Presidium do Soviete Supremo, que foi posteriormente transferida para a RSS da Ucrânia em 19 de fevereiro de 1954.

### Conflito em 2003
Em 29 de setembro de 2003, a Rússia iniciou a construção de um dique no cabo de Tuzla para voltar a conectar a ilha à península de Taman, o que levou a um conflito no estreito. A construção do dique levou ao aumento da intensidade do fluxo de água no estreito, o que provocou uma deterioração da ilha. Para evitar a deterioração, o governo da Ucrânia financiou obras terrestres para aprofundar o leito do estreito. Em dezembro de 2003, a Rússia e a Ucrânia assinaram um acordo bilateral sobre a cooperação no uso do mar de Azov e do estreito de Querche, para tentar acabar com a disputa, que fez com que esses corpos de água compartilhassem águas internas de ambos os países.

### Após o conflito
Após o conflito de 2003, o Conselho Supremo da Crimeia ordenou a criação de um novo assentamento na ilha. No entanto, em 6 de setembro de 2006, a administração municipal de Querche, a qual a ilha pertence, recusou-se a criar tal assentamento, uma vez que ia contra a composição administrativo-territorial da cidade. Em julho de 2012, a Rússia cedeu a ilha de Tuzla à Ucrânia, mantendo o "direito chave" da passagem de navios pelo estreito de Querche.
Em 2014, a Rússia começou a construir uma ponte sobre o estreito de Querche, inaugurada em 2018. A ponte passa tanto pela ilha de Tuzla quanto pela península.

## Na cultura popular
- Após o conflito em 2003, a Vinnicabythim (Вінницяпобутхім) lançou uma linha de detergente em pó chamada "Tuzla" em homenagem à ilha.[17]